# Альбитречча
Альбитречча (фр. Albitreccia, корс. Albitreccia) — коммуна во Франции, находится в регионе Корсика. Департамент коммуны — Южная Корсика. Входит в состав кантона Тараво-Орнано. Округ коммуны — Аяччо.
Код INSEE коммуны — 2A008.

## Население
Население коммуны на 2008 год составляло 1454 человека.
| 1962 | 1968 | 1975 | 1982 | 1990 | 1999 | 2008 |
| ---- | ---- | ---- | ---- | ---- | ---- | ---- |
| 216  | 248  | 283  | 456  | 609  | 867  | 1454 |

## Экономика
В 2007 году среди 838 человек в трудоспособном возрасте (15—64 лет) 560 были экономически активными, 278 — неактивными (показатель активности — 66,8 %, в 1999 году было 61,6 %). Из 560 активных работало 514 человек (271 мужчина и 243 женщины), безработных было 46 (19 мужчин и 27 женщин). Среди 278 неактивных 56 человек были учениками или студентами, 128 — пенсионерами, 94 были неактивными по другим причинам.
В 2008 году в коммуне насчитывалось 505 облагаемых налогом домохозяйств, в которых проживали 1128 человек, медиана доходов составляла 22 119 евро на одного человека.